# Alain Resnais
Alain Resnais (Vannes, 3 de junio de 1922-París, 1 de marzo de 2014) fue un director, guionista de cine y montador francés. Junto a François Truffaut y Jean-Luc Godard, entre otros, fue una de las principales figuras de la Nouvelle vague ('Nueva ola') del cine francés, que revolucionó el concepto del montaje y la fotografía.
A lo largo de su trayectoria recibió 58 nominaciones, incluidas las recibidas en el Festival de Cannes, en Cahiers du Cinéma o en los premios César, y 59 galardones en ceremonias como los premios BAFTA, el Festival de Berlín, la Academia Europea, los Globo de Oro o el Festival de Venecia.

## Biografía
Resnais nació en 1922 en Vannes (Bretaña), donde su padre era farmacéutico. Hijo único, en su infancia enfermó a menudo de asma, por lo que fue retirado de la escuela y educado en casa. Fue un ávido lector, desde clásicos hasta cómics, pero a partir de los 10 años se sintió fascinado por el cine. Para su duodécimo cumpleaños, sus padres le regalaron una cámara Kodak de 8 mm con la que empezó a realizar sus propios cortometrajes, entre ellos una versión de tres minutos de Fantômas.
Hacia los 14 años, filmó su primer corto en 8 mm—, Para su duodécimo cumpleaños, sus padres le regalaron una cámara Kodak de 8 mm con la que empezó a realizar sus propios cortometrajes, entre ellos una versión de tres minutos de Fantômas. Hacia los 14 años, descubrió el surrealismo y, a través de él, el interés por las obras de André Breton.
Resnais estudió en el Institut des hautes études cinématographiques de París. Se marchó en 1945 para cumplir el servicio militar, que le llevó a Alemania y Austria con las fuerzas francesas de ocupación, además de convertirle en miembro temporal de una compañía de teatro ambulante, Les Arlequins. Regresó a París en 1946 para iniciar su carrera como montador de cine, pero también comenzó a realizar sus propios cortometrajes. Como era vecino del actor Gérard Philipe, le convenció para que apareciera en un cortometraje surrealista en 16 mm, Schéma d'une identification (hoy perdido). Un largometraje más ambicioso, Ouvert pour cause d'inventaire, también ha desaparecido sin dejar rastro.

## Trayectoria

### 1946–1958: Cortometrajes
Comenzó su carrera tras el fin de la Segunda Guerra Mundial, como montador para otros directores, mientras se abocaba a la dirección de cortometrajes sobre temas artísticos y sociales. En 1950 su atrevido corto sobre la vida de Vincent van Gogh, que formaba parte de una serie de cortometrajes dedicados a temas de pintura, junto a Gauguin y Guernica. El uso de la narración en off, anticipaba los recursos que Resnais desarrollaría en sus siguientes obras, entre ellas la también premiada Les statues meurent aussi, correalizada con Chris Marker, un ensayo fílmico sobre la interpretación colonialista de las obras de arte.
Volvió a trabajar con Marker en 1955 en un estudio sobre el Holocausto (Nuit et brouillard, Noche y niebla) con texto de Jean Cayrol, quien había estado prisionero en un campo de concentración durante la guerra. El documental, de estética mesurada, no se concentra en el horror visceral de la guerra y el exterminio, como haría luego Claude Lanzmann en Shoah (1985), sino que explora, mediante el montaje de material de archivo, los medios que el régimen desarrolló para hacer invisible esta experiencia; la niebla del título alude tanto al sigilo con que tenían lugar las deportaciones a los campos como al voluntario velo que el pueblo alemán echó sobre la degradación a la que sus vecinos y compañeros fueron sometidos. En su momento, pasó bastante desapercibido en los festivales en los se vio. También rodó un documental sobre la Biblioteca Nacional, Toute la mémoire du monde (1956). En 1958 rodó Le chant du Styrène, una visita a las fábricas Péchiney, en la que le sirvió de guía el novelista Raymond Queneau.

### 1959–1968
Antes de dirigir su primer largometraje, Resnais también había adquirido experiencia en el cine como montador para directores como Paul Paviot, Agnès Varda, François Reichenbach, François Truffaut, Jacques Doniol-Valcroze, William Klein y Nicole Védrés. La pareja de temas que habían ya motivado sus obras documentales —la guerra y la memoria— formaron también la base de su primer largometraje, Hiroshima mon amour (1959), sobre guion de Marguerite Duras. En esta obra, Resnais retoma el diseño no lineal de una obra de juventud,  Ouvert pour cause d'inventaire; los hechos no se narran según el orden convencional de la cronología, sino que se evocan a través de los sucesivos recuerdos que dos sobrevivientes de la guerra van reviviendo gracias a un affaire sentimental. A la noción ya establecida de que la huella del pasado traumático es la que conforma el presente de los protagonistas, el montaje suma la sugerencia de que el pasado irrecuperable se modifica también por las experiencias posteriores, y asimila la fragilidad de la memoria a la de las víctimas del bombardeo de Hiroshima, cuya imagen se reitera a lo largo de la película. La técnica de montaje empleada para los flashbacks, usando breves planos que cortan el ritmo narrativo, se ha convertido en parte del repertorio estándar del lenguaje cinematográfico.
Alain Resnais no cesó de explorar los vínculos entre imagen y escritura, basando muchas de sus películas en la obra de grandes escritores, como Alain Robbe-Grillet o el español Jorge Semprún.
El premio de la crítica obtenido para Hiroshima, mon amour —empatada con Los 400 golpes, de Truffaut— marcó el comienzo de la época dorada de la Nouvelle Vague, que acapararía la escena internacional en los años siguientes junto al free cinema británico, que irrumpe también por entonces (Sábado noche, domingo mañana, El ingenuo salvaje, La soledad del corredor de fondo, El animador, Mirando hacia atrás con ira...). El impacto del film contagia al público, que se sentirá fascinado por la narrativa y estética de la historia, en apariencia sencilla y desnuda, de este joven director. Dos años más tarde, Resnais obtuvo un nuevo éxito con El año pasado en Marienbad (L'année derniére à Marienbad), para la que Alain Robbe-Grillet adaptó libérrimamente la nouvelle de ciencia ficción La invención de Morel del argentino Adolfo Bioy Casares. En la narrativa experimental de la película, los decorados, los nombres y la condición de los personajes cambian siguiendo las variaciones de la memoria de dos amantes —sensacional Delphine Seyrig— identificados solo por sus iniciales; la ambigüedad permea los ambientes, cuyas funciones son imprecisas pese a la suntuosidad del mobiliario, y la identidad y la historia de sus protagonistas, que parecen no poder ponerse de acuerdo acerca de si se conocían de antemano o aún de qué año es este. La obra granjeó un prestigio duradero para Resnais, y es hoy un film de culto entre los cinéfilos a la par que una de las obras maestras del cine francés de los 60, pero también suscitó críticas por lo críptico de la trama y el rigor, juzgado pretencioso, con que se resistió a las fórmulas convencionales de la narrativa fílmica.
A lo largo de la década siguiente, el ritmo de producción de Resnais no disminuiría. En 1963, con Muriel —escrita por Jean Cayrol—, retomó los temas de sus películas anteriores pero alterando radicalmente el estilo fílmico. La confusión de los personajes —una mujer Helene obsesionada con su primer amor, Alphonse, al que reencuentra sin casi reconocer, y que están separados por la barrera infranqueable del pasado, que Alphonse se reinventa para sobrevivir, su hijastro, atormentado por una experiencia de tortura durante la guerra de Argelia, que utiliza una amante para olvidar sus propios problemas— se refleja en sus constantes errores e incoherencias, pero también en un montaje frenético y abrupto. La película fue incomprendida por un público que salía confuso de las salas, y una parte de la crítica la consideró un paso atrás en la carrera del cineasta, pero vista ahora resulta una de sus mejores obras.
En 1966 produjo el que se considera su trabajo más asequible, La guerra ha terminado (La guerre est finie), que relata las vacilaciones ideológicas de un militante antifranquista y el progresivo cansancio (más bien vacío existencial) que pesa sobre su sin embargo impecable actividad en la resistencia. Empleando las técnicas de montaje no lineal por las que ya era famoso, y con guion de Jorge Semprún, que por entonces formaba parte del Comité Central del Partido Comunista de España, la obra tiene sin embargo un cariz más realista que las anteriores, y un ritmo de thriller al que había sido ajeno hasta ese momento; con ella volvió a obtener numerosos galardones críticos, y uno de sus mayores triunfos comerciales, en parte por la presencia en el reparto actoral del famoso actor y cantante Yves Montand junto a una de las musas de Ingmar Bergman (Ingrid Thulin).
1967 fue un año intenso, en el que además de un largometraje propio que presentaría al año siguiente Resnais se involucró en la producción de Lejos de Vietnam (Loin du Vietnam), un documental colaborativo sobre la guerra de Vietnam gestado por su antiguo colaborador Chris Marker, en el que participaron también Godard, Claude Lelouch, Agnès Varda, William Klein y Joris Ivens. Producido íntegramente por la Société pour le Lancement des Œuvres Nouvelles (SLON), que Marker creó a ese efecto, el documental marcaría tendencias que la insurrección estudiantil del año siguiente llevaría a la fama.
En 1968 Resnais sufrirá un fracaso de crítica y público con Te quiero, te quiero (Je t'aime, je t'aime), que se basaba en un guion original de Jacques Sternberg. Se trataba de una historia de amor futurista, de desiguales resultados pero con méritos artísticos nada despreciables y el sello de su director.
Tras el fracaso de Te quiero, te quiero, esperará hasta 1974 para rodar una película, Stavisky, sobre la vida de un conocido estafador (Alexandre Stavisky), para la que volvió a contar con Jorge Semprún como guionista. Pese a no carecer de interés, y a contar con un actor taquillero como Jean-Paul Belmondo, no obtuvo demasiada repercusión quizá por ser una rara avis dentro de la filmografía del reputado director.
En 1977 rueda, esta vez en inglés, Providence, basada en relatos de Howard Phillips Lovecraft; en ella plantea el tema de la memoria, la subjetividad y el olvido. Cuenta con un elenco internacional de actores entre los que destacan Dirk Bogarde, John Gielgud, Ellen Burstyn y Elaine Stricht. El guion fue de David Mercer y, con una alinealidad llevada al máximo, el filme bordea el género surrealista en algunos momentos. Su película obtiene siete premios César, entre ellos el de mejor película y la Espiga de Oro de la Seminci de Valladolid, convirtiéndose en uno de los títulos más emblemáticos del cine de arte y ensayo de la década.

### 1969–1980
Rodará cinco largometrajes en esta década, en la que se manifiesta su gran interés por integrar materiales de otras formas de la cultura en sus filmes, con especial énfasis de música y teatro. La mayoría de ellos está protagonizada por un grupo de actores fijo: Sabine Azéma, Pierre Arditi y André Dussollier, acompañados a veces por Fanny Ardant o Lambert Wilson.
El primero de ellos fue, aún en 1980, Mi tío de América (Mon oncle d'Amérique), un ensayo en torno a las teorías del filósofo Henri Laborit, sobre el comportamiento animal que yuxtapone a tres relatos ficticios; destaca un por entonces emergente Gérard Depardieu.

### 1981–2014
A ella le sigue en 1983 La vida es una novela, sin duda una de sus más desconocidas pero más valiosas obras. Es una fantasía cómica sobre sueños utópicos en tres historias, de tiempos diferentes y narrada con estilos dispares. La acción se ve adornada por episodios cantados. Resnais señaló que el punto de partida fue su deseo de hacer un film mezclando diálogo y canción.
En 1984, hizo L'amour à mort, donde la música fue utilizada como una componente de primera línea. Es una intensa obra de cámara hecha con Azéma, Arditi, Ardant y Dussollier; en la que Resnais apeló a Hans Werner Henze para componer episodios musicales que hacen de 'quinto protagonista' en el relato. De hecho se intercalan autónomamente, una y otra vez, sobre un fondo oscuro tachonado de estrellas o de partículas brillantes, y no sirve de acompañamiento.
Destacó, pese a su escaso éxito, Mélo de 1986 , que era una adaptación de la obra de teatro homónima de los años veinte de Henry Bernstein, rodada con un atractivo elenco (Fanny Ardant, Sabine Azéma), y en un estilo riguroso, ateniéndose al lenguaje algo anticuado pero exacto de la pieza.
Quiero volver a casa (I Want Go Home), de 1989, está basada en un guion del humorista estadounidense Jules Feiffer, en la que narraba las andanzas de un estadounidense en París.

## Años 1990

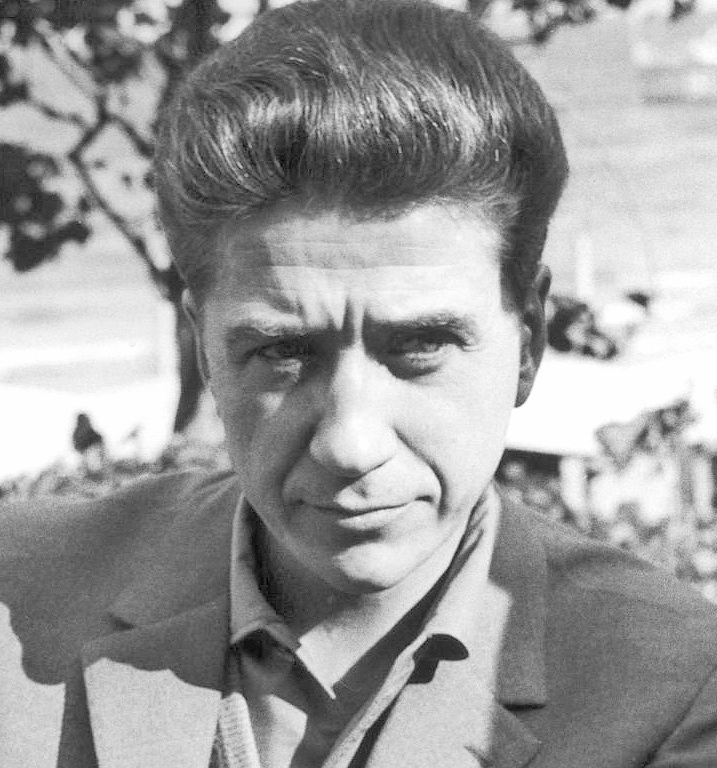
Alain Resnais en Italia

Hizo Gershwin (1992), curioso documental para TV en el que la vida y obras del músico se une con testimonios de intérpretes y directores de cine, unido a pinturas de Guy Peellaert.
En 1993 dirige Smoking y No Smoking, basándose en obras de Alan Ayckbourn. Obtuvo el León de Oro del Festival de Venecia en 1995 y el Oso de Plata en el Festival de Berlín en 1998.
En 1997 logró un sorprendente e inesperado éxito internacional con una comedia en clave musical que homenajeaba a los clásicos del género de los años 40 y 50 (On connait la chanson, Conocemos la canción), así con las obras televisivas de Dennis Potter. Obtuvo otra vez siete César, entre ellos el de la mejor película francesa.

## Años 2000
Pas sur la bouche 2003 supone la culminación del estilo del Resnais de los noventa, al adaptar una opereta de André Barde y llevar al límite su obsesión por el símbolo estético. Se une lo teatral como lo musical-popular.
En 2006 dirige Coeurs, probablemente una de sus mejores y más difíciles obras, muy valorada por publicaciones como Cahiers du cinema. En 2009 es homenajeado en Cannes por toda su carrera y presenta Les herbes folles, de nuevo muy apreciada por la crítica especializada y en que la estética y el símbolo parecen haber alcanzado una forma máxima, independiente de cualquier cinematografía actual.

## Filmografía
- 1936: La aventura de Guy (L'aventure de Guy)
- 1946:
  - Boceto de una identificación (Schéma d'une identification)
  - Abierto por inventario (Ouvert pour cause d'inventaire)
- 1947:
  - Visita a Óscar Domínguez (Visite à Oscar Domínguez)
  - Visita a Lucien Coutaud (Visite à Lucien Coutaud)
  - Visita a Hans Hartnung (Visite à Hans Hartnung)
  - Visita a Félix Labisse (Visite à Félix Labisse)
  - Visita a César Domela (Visite à César Doméla)
  - Van Gogh
  - Retrato de Henri Goetz (Portrait d'Henri Goetz)
  - La leche Nestlé (Le lait Nestlé)
  - Día natural (Journée naturelle)
- 1948:
  - Van Gogh
  - Malfray
  - Los jardines de París (Les jardins de Paris)
  - Castillos de Francia (Châteaux de France)
- 1950:
  - Guernica
  - Gauguin
- 1952: Pictura
- 1953: Las estatuas también mueren (Les statues meurent aussi)
- 1955: Noche y niebla (Nuit et brouillard)
- 1956: Toda la memoria del mundo (Toute la mémoire du monde)
- 1957: El misterio del taller quince (Le mystère de l'atelier quinze)
- 1958: El canto del estireno (Le chant du styrène) (documental)
- 1959: Hiroshima mon amour (Hiroshima mon amour)
- 1961: El año pasado en Marienbad (L'année dernière à Marienbad)
- 1963: Muriel (Muriel ou le temps d'un retour)
- 1966: La guerra ha terminado (La guerre est finie)
- 1967: Lejos de Vietnam (Loin du Vietnam)
- 1968:
  - Te amo, te amo (Je t'aime, je t'aime)
  - Cinétracts
- 1973: El año 01 de Jacques Doillon (rueda la secuencia americana)
- 1974: Stavisky
- 1977: Providence
- 1980: Mi tío de América (Mon oncle d'Amérique)
- 1983: La vida es una novela (La vie est un roman)
- 1984: L'amour à mort (editada en vídeo como El amor ha muerto)
- 1986: Mélo
- 1989: I Want to go home
- 1991: Contra el olvido (Contre l'oubli)
- 1992: Gershwin
- 1993: Smoking/No Smoking
- 1997: On connaît la chanson
- 2003: En la boca no (Pas sur la bouche)
- 2007: Asuntos privados en lugares públicos (Coeurs)
- 2009: Las malas hierbas (Les herbes folles)
- 2014: Amar, beber y cantar (Aimer, boire et chanter)

## Premios y distinciones
Su corto Van Gogh recibió un premio en la Bienal de Venecia de 1948, y también ganó un Oscar al mejor cortometraje de 2 rollos en 1949.
Festival Internacional de Cine de Cannes
| Año  | Categoría                | Película            | Resultado |
| ---- | ------------------------ | ------------------- | --------- |
| 1959 | Premios de la Crítica    | Hiroshima mon amour | Ganador   |
| 1980 | Premios de la Crítica    | Mi tío de América   | Ganador   |
| 1980 | Gran Premio del Jurado   | Mi tío de América   | Ganador   |
| 2009 | Premio a una trayectoria | -                   | Ganador   |

Festival Internacional de Cine de Venecia
| Año  | Categoría                          | Película                             | Resultado |
| ---- | ---------------------------------- | ------------------------------------ | --------- |
| 1961 | León de Oro                        | El año pasado en Marienbad           | Ganador   |
| 1963 | Premio UNICRIT                     | Muriel                               | Ganador   |
| 1980 | Premio AGIS                        | Mi tío de América                    | Ganador   |
| 1989 | Golden Ciak - Mejor película       | Quiero volver a casa                 | Ganador   |
| 1989 | Premio Pasinetti - Mejor película  | Quiero volver a casa                 | Ganador   |
| 1995 | León de Oro Especial               | -                                    | Ganador   |
| 2006 | León de Plata a la mejor dirección | Asuntos privados en lugares públicos | Ganador   |